# Jack Scott
Pour les articles homonymes, voir Scott.
Jack Scott, né Giovanni Dominico Scafone, est un chanteur et auteur de chansons canadien né le 24 janvier 1936 à Windsor (Ontario) et mort le 12 décembre 2019 à Warren (Michigan).
Son répertoire éclectique aborde rock 'n' roll, rockabilly, blues, musique country, gospel et ballades. Il a été qualifié de plus grand chanteur canadien de rock 'n' roll de tous les temps[réf. nécessaire].

## Biographie
En 1931, son père, Giovanni, d'origine italienne, émigre au Canada et se marie avec Laura, originaire des États-Unis.
C'est à Windsor dans la province de l'Ontario que Giovanni Dominico voit le jour le 24 janvier 1936.
Vers 1946, la famille s'installe aux États-Unis, près de Detroit (Michigan).
Le père de Jack Scott, lui-même guitariste, est un amateur de musique country et écoute chaque fois qu'il le peut l'émission du Louisiana Hayride, qui passe à la radio locale de Detroit. Il inculque ainsi à son fils le goût de la musique et lui prodigue quelques leçons de guitare.

### Carrière
En 1952, alors qu'il passe une audition à la radio WEXL Giovanni Dominico Scafone change son nom et adopte celui de Jack Scott. À seize ans, il monte l'orchestre des Southern Drifters. Il écrit alors ses premières chansons, dont Leroy, et obtient ainsi son premier contrat à la Southern Music.
En 1956, il signe chez ABC-Paramount grâce au producteur Joe Carlton. Deux disques sont édités en 1957 avec deux rockabillies, Baby she's gone et Two timin woman. En 1958, Joe Carlton quitte ABC pour fonder son propre label, dont Jack Scott devient la première vedette avec My True Love, Leroy, With your Love et Geraldine. Geraldine reste dans l'ombre, mais sera repris en France par Les Pirates et son chanteur Dany Logan.
L'avènement des années soixante est fatal pour sa carrière. Il remporte un dernier succès en novembre 1961 avec Steps I and Two et disparaît des palmarès (charts).
Entre 1965 et 1970, Jack Scott enregistre encore, sans succès, pour les firmes RCA, Jubilee Records et DOT. Il se fait remarquer à nouveau en donnant un spectacle inoubliable le 30 avril 1977 au Rainbow Theatre de Londres devant plusieurs milliers de rockers en délire.
Depuis, de plus en plus demandé, il se produit un peu partout en Europe, particulièrement en France, notamment en novembre 1980 au Palais des Glaces de Paris, un spectacle organisé par Ding Dong[Quoi ?], et lors de la Bop'n'Roll Party[Quand ?], le spectacle télévisé d'Antenne 2 d'Antoine de Caunes.

## Discographie
| Année | Titre                                                           | Label                 | Classement au Billboard Hot 100 |
| ----- | --------------------------------------------------------------- | --------------------- | ------------------------------- |
| 1957  | Baby, She’s Gone / You Can Bet Your Bottom Dollar               | ABC-Paramount 45-9818 |                                 |
| 1957  | Two Timin‘ Woman / I Need Your Love                             | ABC-Paramount 45-9860 |                                 |
| 1958  | Leroy / My True Love                                            | Carlton 462           | no 11 / no 3                    |
| 1958  | Geraldine / With Your Love                                      | Carlton 483           | no 96 / no 28                   |
| 1958  | Goodbye Baby / Save My Soul                                     | Carlton 493           | no 73 / no 8                    |
| 1959  | I Never Felt Like This / Bella                                  | Carlton 504           | no 78 / -                       |
| 1959  | The Way I Walk / Midgie                                         | Carlton 514           | no 35 / -                       |
| 1959  | There Comes a Time / Baby Marie                                 | Carlton 519           | no 71 / -                       |
| 1959  | Baby Baby / What In The World’s Come Over You                   | Top Rank Int. RA-2028 | - / no 5                        |
| 1960  | Oh, Little One / Burning Bridges                                | Top Rank Int. RA-2041 | - / no 3                        |
| 1960  | What Am I Living For / Indiana Waltz                            | Guaranteed 209        |                                 |
| 1960  | Cool Water / It Only Happen Yesterday                           | Top Rank Int. RA-2055 | no 85 / no 38                   |
| 1960  | Go Wild Little Sadie / No One Will Ever Know                    | Guaranteed 211        |                                 |
| 1960  | Old Time Religion / Patsy                                       | Top Rank Int. RA-2075 | - / no 65                       |
| 1960  | Found a Woman / Is There Something On Your Mind?                | Top Rank Int. RA-2093 | - / no 89                       |
| 1961  | Now That I / A Little Feeling                                   | Capitol 4554          | - / no 91                       |
| 1961  | My Dream Come True / Strange Desire                             | Capitol 4587          | - / no 83                       |
| 1961  | One of These Days / Steps One and Two                           | Capitol 4637          |                                 |
| 1962  | Grizzily Bear / Cry, Cry, Cry                                   | Capitol 4689          |                                 |
| 1962  | You Only See What You Wanna See / The Part Where I Cry          | Capitol 4738          |                                 |
| 1962  | Sad Story / I Can’t Your Letters                                | Capitol 4796          |                                 |
| 1962  | If Only / Green Green Valley                                    | Capitol 4855          |                                 |
| 1963  | Laugh and The World Laughs With You / Strangers                 | Capitol 4903          |                                 |
| 1963  | My O My O / All I See Is Blue                                   | Capitol 4955          |                                 |
| 1963  | Burning Birdges / What In The World’s Come Over You             | Capitol 6077          |                                 |
| 1963  | There’s Trouble Brewin’ / Jingle Bells Slide                    | Groove 58-0027        |                                 |
| 1964  | I Knew You First / Blue Skies                                   | Groove 58-0031        |                                 |
| 1964  | Wiggle On Out / What a Wonderful Night Out                      | Groove 58-0037        |                                 |
| 1964  | Thou Shalt Not See / I Prayed For an Angel                      | Groove 58-0042        |                                 |
| 1965  | Flakey John / Tall Tales                                        | Groove 58-0049        |                                 |
| 1965  | I Don’t Believe In Tea Leaves / Seperation’s Now Granted        | RCA Victor 47-8505    |                                 |
| 1966  | I Hope, I Wish, I Think / Looking for Linda                     | RCA Victor 47-8685    |                                 |
| 1966  | Don’t Hush The Laughter / Let’s Learn To Live and Love Again    | RCA Victor 47-8724    |                                 |
| 1966  | Before The Bird Flies / Insane                                  | ABC-Paramount 10843   |                                 |
| 1966  | My Special Angel / I Keep Changin’ My Mind                      | Jubilee 5606          |                                 |
| 1970  | Billy Jack / Mary Marry Me                                      | GRT 35                |                                 |
| 1974  | Face To The Wall / May You Never Be Alone                       | Dot 17 475            |                                 |
| 1974  | You’re Just Getting Better / As You Take A Walk Through My Mind | Dot 17 504            |                                 |
| 1976  | Spirit of ‘76 (mono) / Spirit of ‘76 (stereo)                   | Ponie 4104-30         |                                 |
| 1977  | Baby She’s Gone / Two Timin’ Woman                              | Ponie 5121-15         |                                 |
| 1977  | Goodbye Baby #2 / Burning Bridges                               | Gusto / Starday 810   |                                 |
| 1978  | Leroy / Go Wild Little Sadie                                    | Ponie 6063            |                                 |
| 1978  | Country Witch / Blues Stay Away from Me                         | Ponie 6083-20         |                                 |
| 1978  | What In The World’s Come Over You / ?                           | Panorama 1001         |                                 |
| 1978  | Geraldine / Midgie                                              | Ponie 7021-10         |                                 |
| 1978  | There’s Trouble Brewing / Jingle Bell Slide                     | Ponie 7021-11         |                                 |
| 1978  | Wiggle On Out / Flakey John                                     | Ponie 7021-12         |                                 |